# 아 백범 김구 선생
"아 백범 김구 선생"(아! 백범 김구선생)은 대한민국에서 제작된 전창근 감독의 1960년 영화이다. 작품의 감독을 담당키도 한 전창근을 비롯하여 조미령 등이 주연으로도 출연하였고, 성동호 등이 제작에 참여하였다.
독립운동가 김구 선생의 여러 행적에 관련 기반을 두고 있다.

## 출연

### 주연
- 전창근 - 김구[1] 역
- 조미령 - 소저 최씨[2] 역
- 주증녀 - 최준례[3] 역
- 신영균 - 배동지[4] 역
- 윤일봉 - 윤봉길 역

### 그 외
- 이향 - 동지 한태규 역
- 조용수 - 석동지[5] 역
- 성광현 - 김순영[6] 역
- 고선애 - 곽낙원[7] 역
- 황해남 - 김신[8] 역
- 임생출 - 동지 우종서[9] 역
- 박빈 - 동지 정덕현 역
- 최걸 - 동지 이종선 역
- 최삼 - 일본 대마도 간첩 토전[10] 역

## 기타
- 조명: 고해진
- 녹음: 이경순
- 미술: 이봉선